# دهستان دهقانان
دهستان دهقانان نام دهستانی در بخش کربال شهرستان خرامه، استان فارس در ایران است. براساس سرشماری مرکز آمار ایران در سال ۱۳۸۵، جمعیت آن ۷۶۱۴ نفر (۱۸۸۸ خانوار) بوده‌است.